# Cosolapa (kommun)
Cosolapa är en kommun i Mexiko.   Den ligger i delstaten Oaxaca, i den sydöstra delen av landet, 280 km öster om huvudstaden Mexico City.
Följande samhällen finns i Cosolapa:
- Cosolapa
- Palma Sola
- Morelos
- Rancho Tablas de Reyes Carrizal
- Rincón Cerro Alto
- Miguel Hidalgo
- Colonia Agrícola Cachalapa